# Amir-John Haddad
Amir-John Haddad (ur. 1975 we Fryburgu Bryzgowijskim) – hiszpański muzyk grający na oud, gitarze, buzuki, banjo, mandolinie i gitarze elektrycznej. 

## Kariera
W 1998 dołączył do zespołu Radio Tarifa. W 1999 zdobył pierwszą nagrodę w Konkursie Choreografii Tańca Hiszpańskiego i Flamenco w Madrycie. W 2003 roku z grupą Agustina de la Fuenty gościł w Polsce na tournée organizowane przez Polski Impresariat Muzyczny.
W 2004 roku był nominowany do nagrody Grammy w kategorii najlepszy album folkowy za płytę zatytułowaną Fiebre nagraną z zespołem Radio Tarifa. 
Wziął udział również w projekcie world-music-fusion zwanym Zoobazar.